# Lubuk Pauh (Bulan Tengah Suku Ulu)
Lubuk Pauh is een bestuurslaag in het regentschap Musi Rawas van de provincie Zuid-Sumatra, Indonesië. Lubuk Pauh telt 721 inwoners (volkstelling 2010).